# Cerapachys paradoxus
}}
Cerapachys paradoxus được Borowiec, M. L. phát hiện và mô tả vào năm 2009.